# Karl Frederik Danielsen
Karl Frederik Danielsen (* 11. April 1971 in Uummannaq) ist ein grönländischer Politiker (Siumut) und Lehrer.

## Leben
Karl Frederik Danielsen besuchte von 1988 bis 1991 das Gymnasium in Aasiaat. Anschließend begann er ein Verwaltungsstudium am Ilisimatusarfik, das er 1993 wegen des Tods seiner Mutter abbrach. Stattdessen begann er im Folgejahr als Tankwagenfahrer zu arbeiten und war dann von 1995 bis 1997 Jäger und Fischer. Danach schrieb er sich am Ilinniarfissuaq ein, um sich zum Lehrer ausbilden zu lassen. Nach Abschluss des Studiums wurde er 2001 Lehrer am Qorsussuaq in Nuuk und wechselte 2003 für ein Jahr an die Folkeskole in Kangaatsiaq. Anschließend kehrte er ans Qorsussuaq zurück. Von 2005 bis 2008 war er Vizeschulinspektor, von 2008 bis 2010 interimer Schulinspektor und anschließend ein Jahr Schulinspektor, bevor die Schule 2011 geschlossen wurde. Von 2011 bis 2012 war er Unterchef der Schulabteilung der Kommuneqarfik Sermersooq mit dem Tätigkeitsbereich Ökonomie. Von 2012 bis 2015 war er Schulinspektor in Kangaatsiaq. Anschließend war er von 2015 bis 2016 Schulinspektor in Nanortalik. Von 2016 bis 2017 war er Vorsitzender der Lehrervereinigung IMAK und seit 2018 wieder Schulinspektor der Folkeskole in Nanortalik.
Karl Frederik Danielsen kandidierte bei der Parlamentswahl 2018. Er erhielt 98 Stimmen und verpasste damit den Parlamentseinzug. Am 29. November 2018 wurde er ohne Parlamentszugehörigkeit für den zurückgetretenen Simon Simonsen zum Wohnungs- und Infrastrukturminister im Kabinett Kielsen IV ernannt, was er auch in den Kabinetten Kielsen V und VI blieb. Vom 31. Juli bis zum 5. November 2020 hatte er zudem interim das Ministerium für Bildung, Kultur und Kirche inne, nachdem Ane Lone Bagger zurückgetreten war, bevor Katti Frederiksen das Ministerium übernahm. Am 25. November 2020 überlebte er ein Misstrauensvotum der Partii Naleraq, die ihm vorwarf, das sein Ministerium die Unrentabilität sechs möglicher Regionalflughäfen in Westgrönland gegenüber dem Bauausschuss nicht klar genug betont zu haben.
Er kandidierte auch bei der Parlamentswahl 2021 und erreichte den zweiten Nachrückerplatz der Siumut, verzichtete jedoch, da er gerade nach Kangaatsiaq gezogen war, um wieder als Lehrer zu arbeiten. 2025 trat er nicht mehr bei der Wahl an.
Mit seiner Frau Bolethe „Bola“ hat er zwei erwachsene Stiefsöhne.